# Sophie Adelheid in Beieren

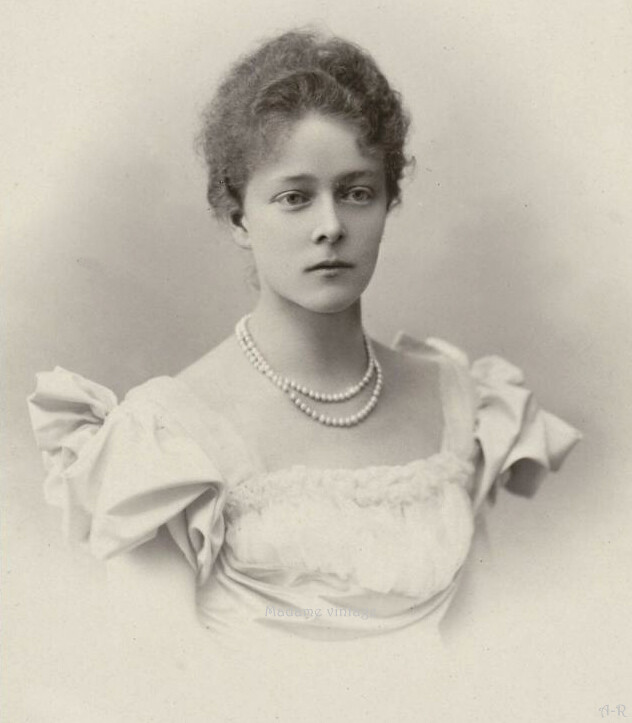
Sophie Adelheid in Beieren (ca. 1890)

Sophie Adelheid Ludovika Maria in Beieren (Possenhofen, 22 februari 1875 – Seefeld, 4 september 1957) was een hertogin in Beieren.

## Leven
Ze was de eerste dochter van hertog Karel Theodoor in Beieren en zijn tweede vrouw Maria José van Bragança.
Op 26 juli 1898 trouwde ze met graaf Hans Veit zu Törring-Jettenbach, een zoon van graaf Clemens zu Toerring-Jettenbach-Gutenzell en barones Franziska van Paumgarten, in Slot Seefeld.

## Kinderen
- Karel Theodoor (1900-1967), gehuwd met prinses Elisabeth van Griekenland en Denemarken
- Marie Josephine (1902-1988)
- Hans Heribert (1903-1977)